# ピーバンドットコム
株式会社ピーバンドットコム（英: p-ban.com Corp.Japan. ）は、プリント基板事業を行う企業で、東京都千代田区に本拠を置く。
プリント基板のインターネット通信販売サイト「P板.com」の運営会社で、基板の設計・製造・実装をインターネット上で請け負う。
前身は株式会社インフロー（2002年創業）で、2012年7月現社名に変更。東京証券取引所スタンダード市場並びに名古屋証券取引所メイン市場上場。取引実績は2018年3月現在　20,000社を超える。

## 概要
プリント基板のインターネット通信販売サイトは、「P板.com」が国内初。「P板.com」はオンライン専業でプリント基板の設計・製造・実装を請け負い、顧客の要望に応じてファブレス形態で国内外の協力工場を活用して納品する。同サービスの特長は、プリント基板を調達する際にかかるイニシャルコストが無料、またオンライン上で見積と納期確認を可能にしている。
「P板.com」サイト上の「1-Click見積」で要件を入力すると、その場で見積額と納期が確認できる。天候や通関業務、国外配送業者などの原因による遅延は、ハンドキャリーやバイク便での配送体制でバックアップする。

## 沿革
- 2002年（平成14年）4月 - 株式会社インフロー設立。
- 2003年（平成15年）4月 - P板.comプリント基板ネット通販サイト「P板.com（ピーバンドットコム） 」本販売開始。
- 2004年（平成16年）
  - 5月 - 無料パターン設計CADソフト「CADLUS X」ダウンロード提供開始。
  - 11月 - 設計サービス開始。
- 2005年（平成17年）
  - 5月 - 無料回路設計CADソフト「CADLUS Design」ダウンロード提供開始。
  - 12月 - 実装サービス開始。
- 2006年（平成18年）
  - 6月 - 量産基板販売開始。
  - 8月 - 無料パターン設計CADソフト「CADLUS XⅡ」ダウンロード提供開始。
- 2007年（平成19年）
  - 4月 - 電気・電子エンジニアのナレッジポータルサイト「@ele（アットマークエレ）」サービス開始。
  - 8月 - 量産基板WEB販売開始。
  - 10月 - 特性インピーダンス基板WEB販売開始。
- 2008年（平成20年）
  - 1月 - プライバシーマーク取得。
  - 2月 - フレキシブル基板WEB販売開始。
  - 5月 - BGAリワーク、ジャンパ線加工サービス開始。
  - 7月 - ビルドアップ基板、ガラス基板、アルミ基板、厚銅基板WEB販売開始。
  - 8月 - 全省庁統一入札参加資格取得。
- 2009年（平成21年）
  - 4月 - センサー販売サイト「s-ensor.com（センサードットコム）」テスト販売開始。
  - 7月 - 不具合解析サービス開始。
  - 11月 - 社団法人日本通信販売協会（JADMA）正会員取得。
  - 12月 - ISO9001認証取得、ISO14001認証取得。
- 2010年（平成22年）3月 - 累計ユーザー登録18,633名　累計取引社数8,000社達成。@ele累計ユーザー登録2,340名達成。
- 2012年（平成24年）7月 - 株式会社ピーバンドットコムに社名変更。
- 2017年（平成29年）3月 - 東京証券取引所マザーズ市場へ上場。
- 2019年（令和元年）12月 - 東京証券取引所市場一部へ市場変更[5]。
- 2023年（令和5年）10月 - 東京証券取引所スタンダード市場へ市場変更[6]。
- 2025年（令和7年）3月 - 名古屋証券取引所メイン市場へ上場[7]。

## 事業内容

### 製造サービス
リジット基板に加えてフレキシブル基板やアルミ基板などに対応可能なほか、特性インピーダンス制御基板やビルドアップ基板、厚銅基板（大電流基板）などの製造サービスも提供する。基板の仕様を標準化することで原料・資材調達、保管、製造工程上のムダを削減し、異種面付工法による効率的な基板製造を実現するとともに、フィルムやシルク版の保管を行わず、データ保存により保管・管理費を削減することによって、イニシャル費用の無料化を実現している。また、最短1日からでも出荷可能な「ウルトラクイックコース」を用意する。

### 設計サービス
製造サービスと同様、短納期の設計が可能で、「回路図（＋ネットリスト）」、「部品リスト（＋部品データシート）」、「設計指示書」、「基板外形図（＋部品配置案図）」を提出することで、たとえば200ピンまでの設計案件なら5日で設計が完了する。設計基準書（PDF形式）の標準設計仕様に沿った「P板.comお任せ」を利用した場合は、設計指示書も不要である。納品データ形式は「拡張ガーバーデータ（RS-274X形式）」と「CADLUS X生データ（COMP形式）」の2種類で、回路図変更による改版設計もCADソフトを使って顧客の手で行える。

### 実装サービス
少量多品種で購入する際に割高となるチップ抵抗／チップコンデンサを約1500アイテム用意しており、すべて無料で提供している。必要となる部品は1個からでも調達を請け負う。案件のリピート性に応じて実装方法を「手付け実装」、「手載せ実装」、「マウンター実装」の3種類から選択できる。また、BGA/CSPや、0603チップなどの狭小パッド実装、プレスフィットコネクタなどの特殊部品にも対応するほか、鉛フリー半田による実装にも部品単価1.25倍にて対応する。このほか、最新鋭のレーザー加工機を使った「メタルマスク製造サービス」や、BGA・CSPの取外しやリワーク（交換）、リボール（半田ボール復活）を請け負う「BGA・CSPリワーキングサービス」なども提供している。

## その他サービス

### 廃棄基板の無料回収サービス
廃棄基板を無償で引き取るサービスで、1台からでも受け付ける。企業による開発試作品の廃棄には多額の費用が発生する場合が多いが、多数の開発試作品を「P板.com」が収集し、まとめて破棄・リサイクルすることで廃棄コストを下げている。さらに、廃棄基板に含まれている有用資源により、基板リサイクルの際に廃棄処理で発生する費用よりも利益が出る可能性もあり、同社はもしも廃棄処理で利益が出た場合、廃棄基板無料回収サービスを利用した顧客に対して「P板.com」の製造・実装サービス利用時に値引きをするサービスも提供している。

### 基板現物から復元サービス
回路図が無くても、基板現物またはそれに相当する資料から基板を復元できるサービス。昔作った基板の回路図が無い場合や、フィルムや版下しか残っていない、回路図はあるが部品リストがない、ユニバーサル基板で作成した回路を基板化したいといった案件に対応できる。

### CADソフト講習会
「P板.com」のサイト上で無料提供しているCADソフト「CADLUS X」の講習会を毎月第2・第4金曜日に定期開催している。講習会の参加後に「CADLUS X」のデータにてプリント基板製造サービスを利用した場合、初回1万円をキャッシュバックするシステムや、学生は半額で受講できるアカデミック割引などの制度がある。また、アールエスコンポーネンツ株式会社が提供する無料CADソフト「DesignSpark PCB」の無料講習会も不定期で行っている。

### GPS搭載ガイガーカウンター「PiPi」
東日本大震災が発生した2011年の夏、ガイガーカウンターの価格高騰と品薄状況が続いていた中、「P板.com」は13,900円でガイガーカウンターのキットを販売した。その後、キットだけでなく完成品の提供を模索していたところ、衛星開発会社である株式会社アクセルスペースの賛同・協力を受けてGPS搭載のガイガーカウンター「PiPi」を開発、同年12月に発売した。「PiPi」は測定した放射線量にGPSで測定した位置情報を付加することが可能で、測定後にウェブマップ上に放射線量をマッピングできる。両社は共同で、「放射線情報共有マッププロジェクト（RISM）」も立ち上げて、「PiPi」のユーザーが測定した放射線情報をウェブマップ上で共有できる仕組みを整えた。また、「PiPi」が1台売れるごとに1つ被災地に無償寄付するという「放射線カウンター『PiPi』無償配布プロジェクト」も同時に行い、学校や病院などに向けて合計500台以上の寄付を行った。